# Inspired Device
Inspired Device, presente nel mercato di ruolo dal 2005, è una piccola etichetta italiana indipendente.
Oltre a produrre accessori in formato elettronico per giochi di ruolo, traduce e adatta per il mercato italiano i prodotti della Basic Action Games (tra cui Super! - Il gioco di ruolo dei supereroi) e produce Fenomena • il gioco di ruolo dell'insolito.